# Исхак Ходжа
Исхак Ходжа — религиозный и политический деятель XVI века, основатель суфийского ордена "Исхакия" (черногорцев) в Яркендском ханстве, потомок другого суфийского шейха Ахмада Касани Махдума Азама.

## Биография
По поверью матерью Исхак Ходжи была женщина, чья родословная восходила к представителям династии Караханидов, которая была высоко почитаема среди жителей Таримского Бассейна.
Примерно в 1580-м году Исхак Ходжа прибывает в Яркендское ханство, где имел репутацию "святого" который был способен подобно Иисусу (Иса) воскрешать мёртвых. Исхак Ходжа прибыл в Кашгарию с целью обращения "неверных" кочевников и монголов-буддистов в ислам, его харизма и способность воздействовать на массы позволяла ему распространять мусульманство на таких территориях как Комул и Джунгария.

В агиографии посвещённой Исхак Ходже упомянается как один из последователей следовал с торговой миссией из Яркенда в Сужоу, где позже был принят в доме Ходжы Абдусаттара, чья дочь была тяжело больна. Через мольбы его ученика, Исхак Ходжа прибыл из далёкого Яркенда и чудом излечил дочь Ходжи Абдусаттара. Далее в агиографии пишется следующее:
...в ту пору мы приблизились к группе трёх тысяч неверных уйгуров которые собрались вокруг Ходжы (Абдусаттара). Все они стали мусульманами и последователями Его Святейшейства (Исхака Ходжи)
Согласно наблюдениям Дэвида Брофи, это была последняя отсылка к немусульманским уйгурам бывшего идикутсва Кочо в исламских исторических источниках.
Несмотря на недоверительное отношения правителя Яркендского ханства Абд ал-Карим хана который оставался верным учениям Мухаммада Шарифа, Исхак Ходже удалось добиться поддержки со стороны нескольких эмиров и султанов в Кашгаре, Хотане, Аксу и Турфане. В доказательство к этому служит документ, в котором указывается о том, что местные эмиры и кади выдали Исхак Ходже право назначить своего родственника во главу управления мечети в Куче, где у самого Исхака имелись земельные владения. Когда его мюрид Мухаммад хан стал ханом после своего брата Абд ал-Карима, черногорцы получили огромную поддержку с его стороны и смогли открыть большое количество суфийских святынь по всему Таримскому бассейну.
Учение Исхак Ходжи заключалось в поклонении мусульманским святым через паломничества к святым местам (мазарам) такими как мазар Сатук Богра-хана в Артуше или мазар Алтунлук в Яркенде где находиться кладбище могульских ханов и их духовных наставников начиная с Султан Саид хана.
Исхак Ходжа умер в октябре 1599 года. Его соперники, потомки Мухаммада Амина — другого сына Махдума Азама, отказались хоронить его тело в их семейном кладбище, и поэтому он был похоронен в Исфидуке.